# 데이비드 더글라스

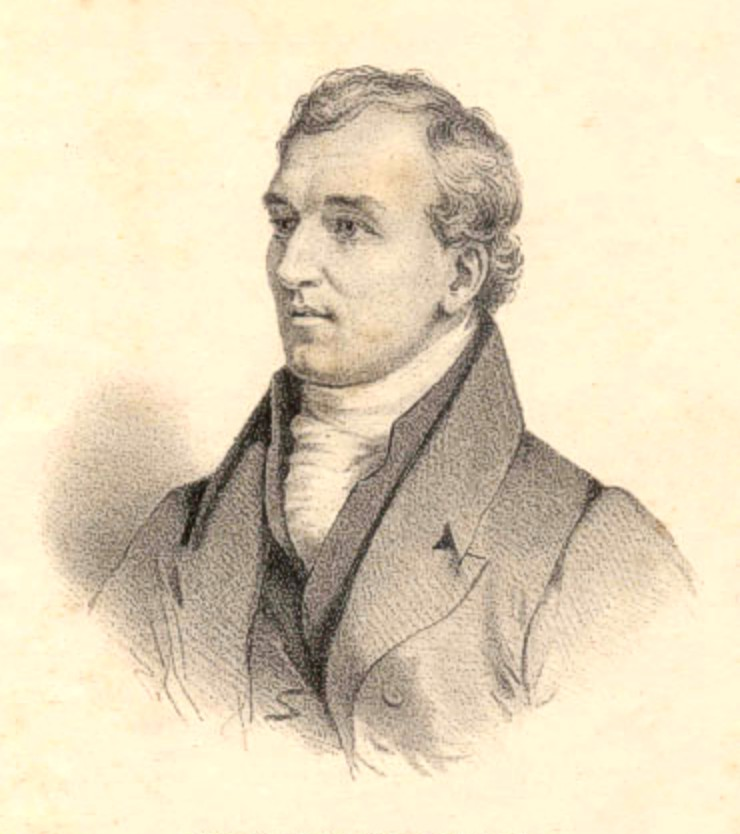
데이비드 더글라스

데이비드 더글라스(David Douglas, 1799년 6월 25일 ~ 1834년 7월 12일)는 스코틀랜드의 식물학자로 스코틀랜드 하일랜드 지방(스코틀랜드 고지), 북미, 하와이 등을 탐험했다.